# Rivian R1T

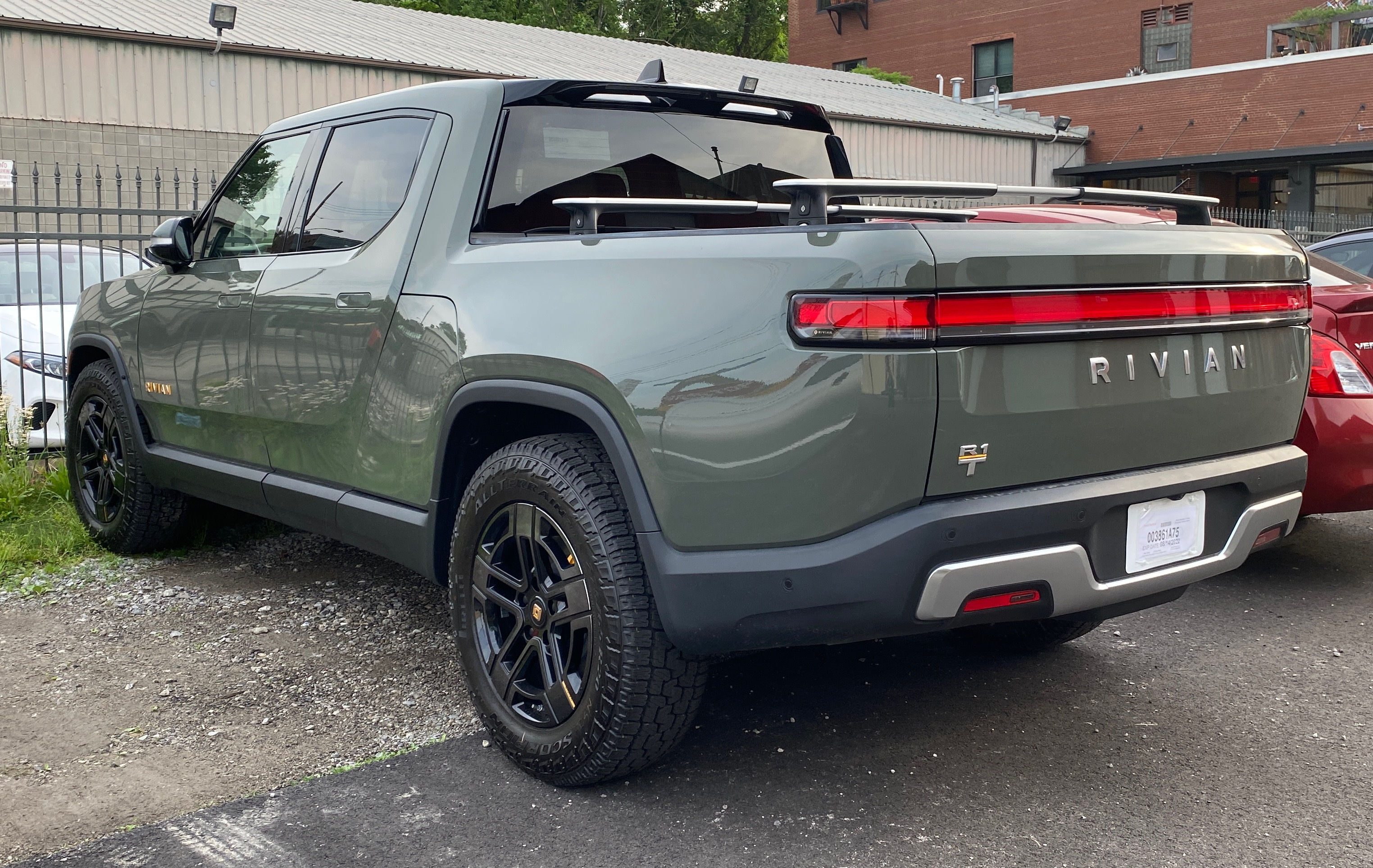
Rivian R1T Launch Edition

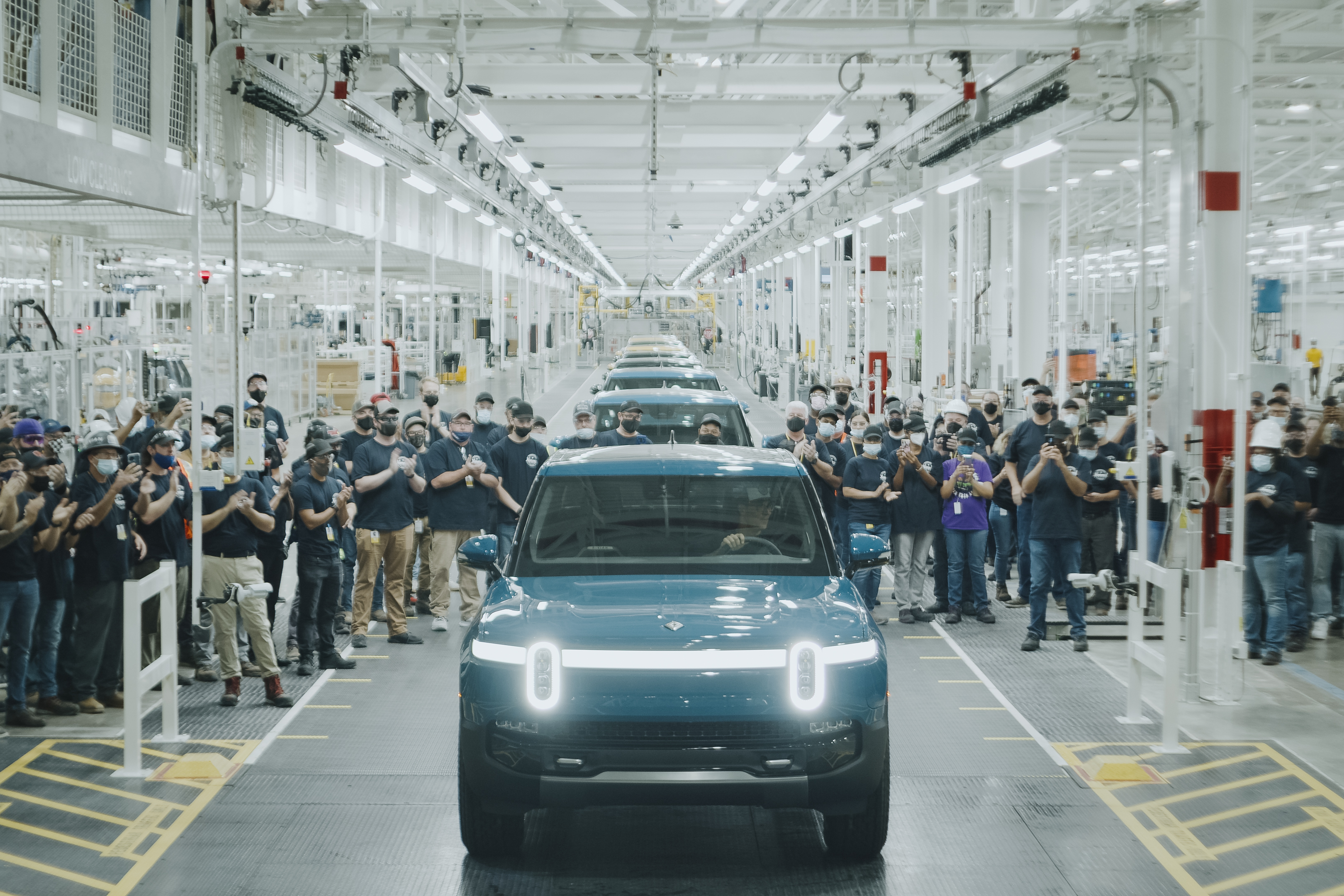
Первый серийный Rivian R1T

Rivian R1T — среднеразмерный люксовый электромобиль-пикап производства американской компании Rivian. Первый экземпляр сошёл с конвейера в сентябре 2021 года.

## История
В мае 2018 года был представлен концепт-кар A1T. В ноябре 2018 года автомобиль был переименован в R1T.
Клиренс составляет 360 мм. Автомобиль оснащается электродвигателями общей мощностью до 800 л. с. Запас хода составляет 720 км. До 97 км/ч автомобиль разгоняется за 3,3 секунды.
В марте 2021 года компанией Rivian было объявлено о планах по развитию сети общественных зарядных станций к 2023 году. Как и Tesla, компания Rivian предлагает комбинацию быстрых зарядных устройств и более медленных сетевых зарядных устройств, а также продажи зарядных устройств для дома. В июле 2021 года было установлено 2 зарядных устройства Rivian Waypoint в 50 парках штата в Колорадо.
Летом 2021 года журналисты издания Motor Trend стали первыми, кто пересёк Трансамериканскую трассу протяжённостью 12 369 километров по пересечённой местности. В сентябре 2021 года с конвейера сошёл первый Rivian R1T, а в октябре 2021 года начались поставки автомобилей.

## Галерея

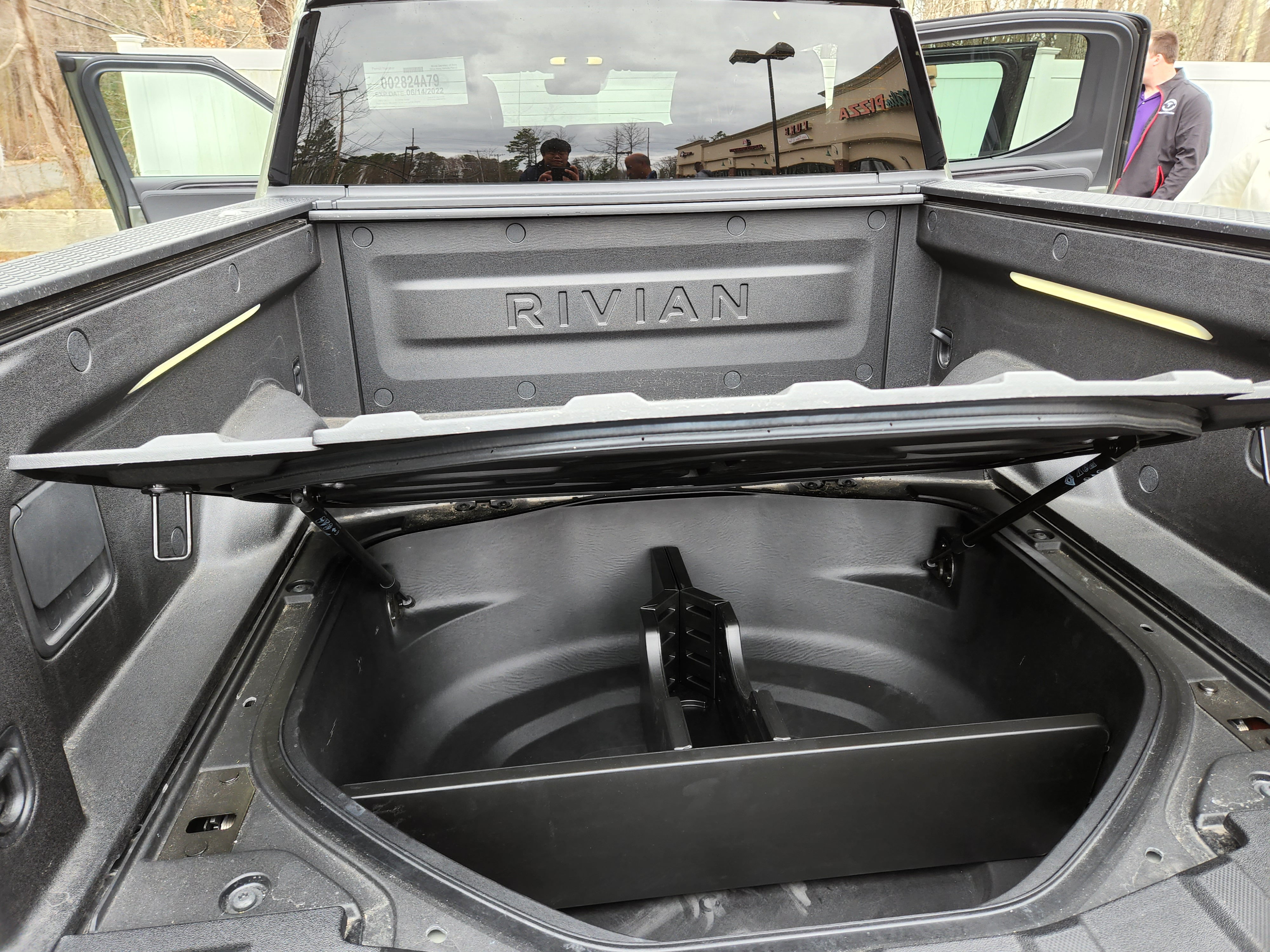
Грузовой отсек
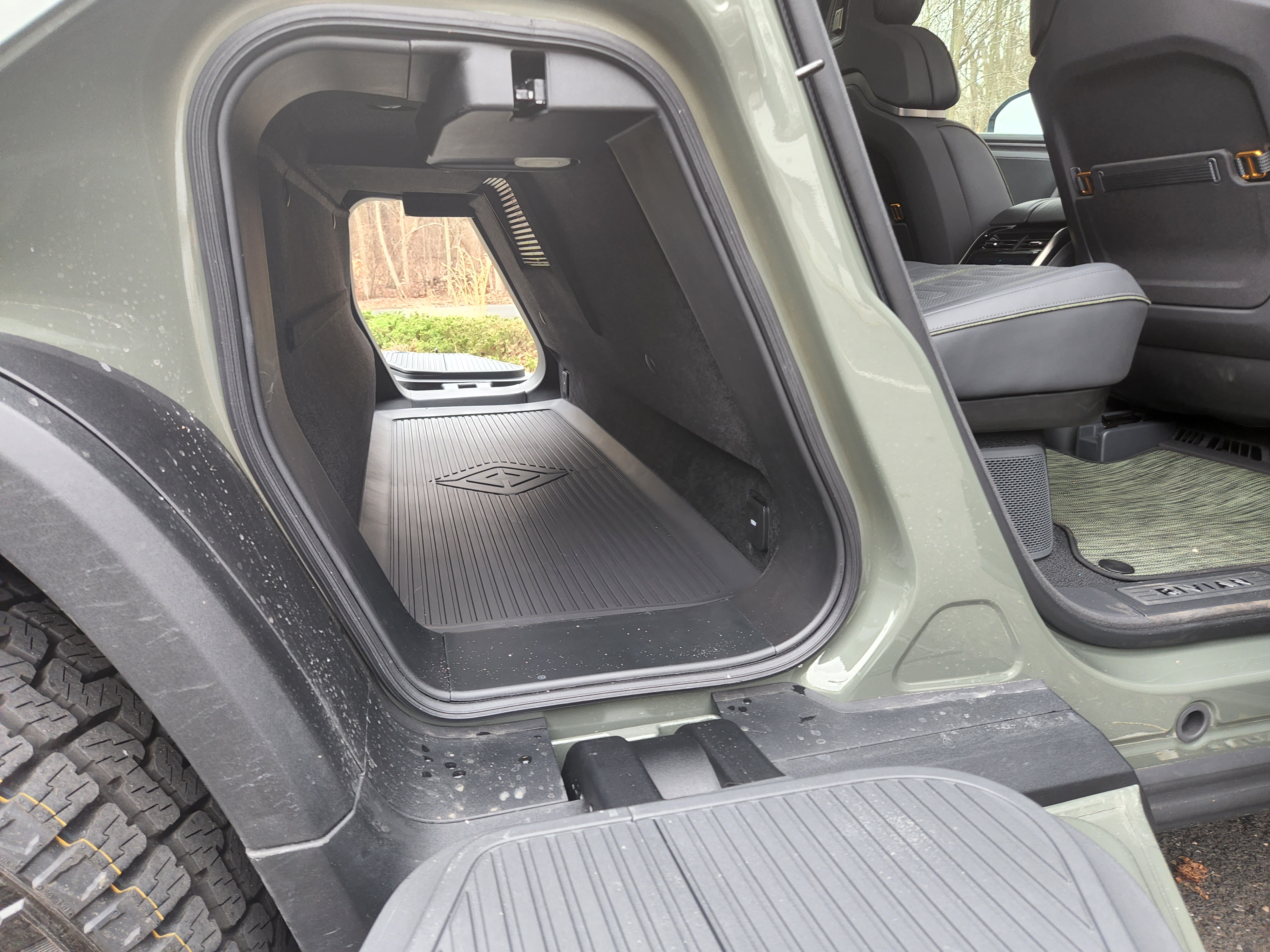
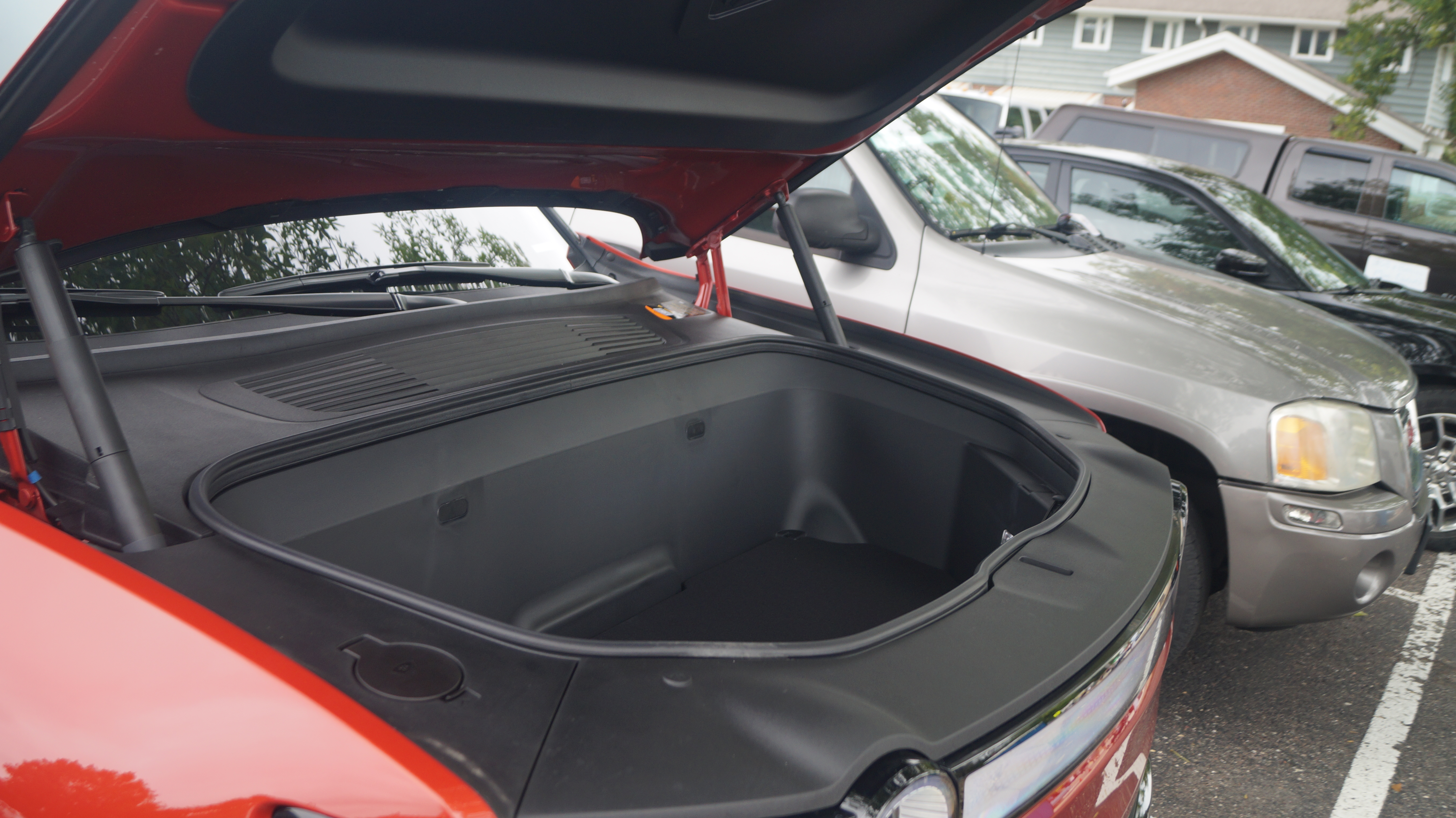
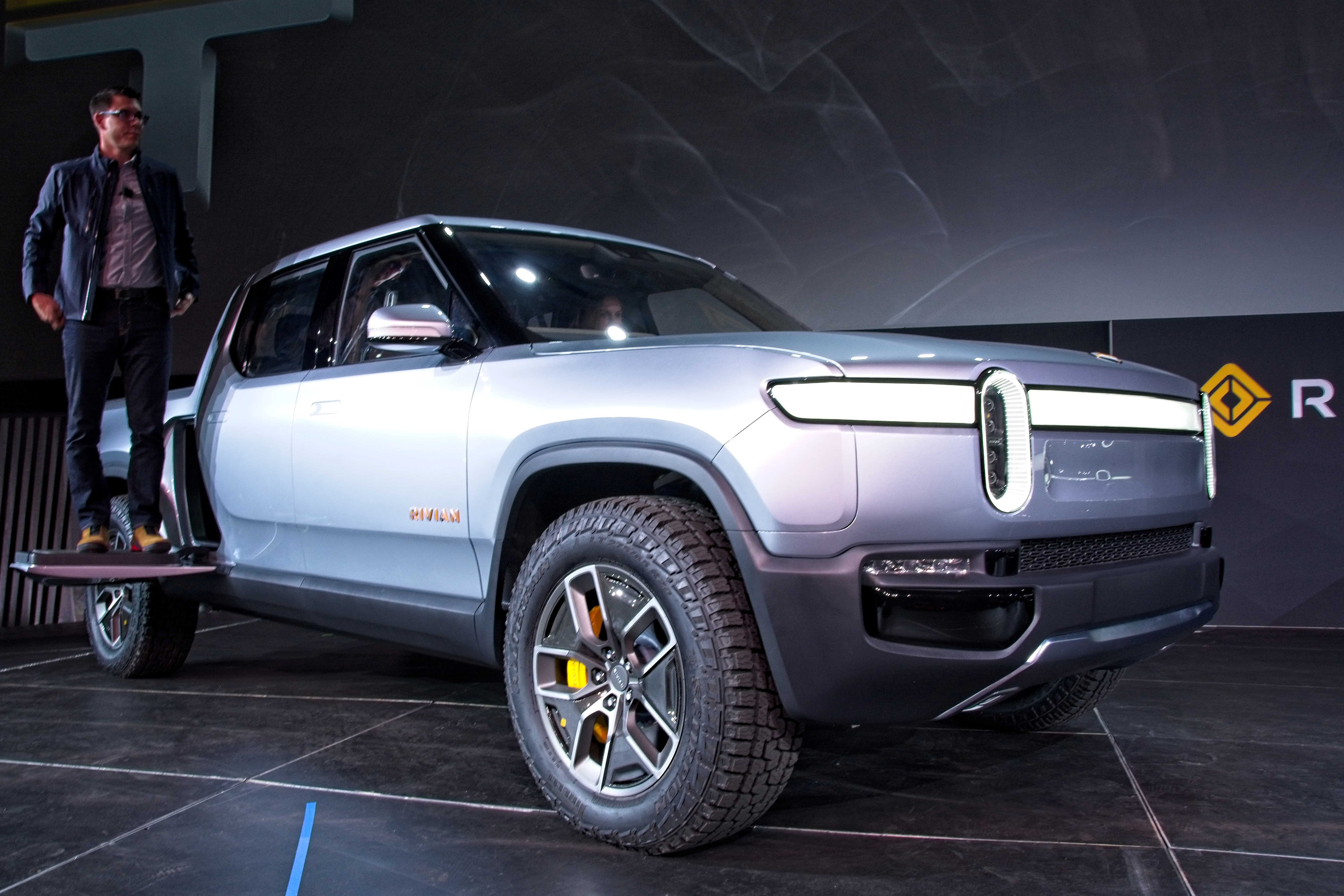
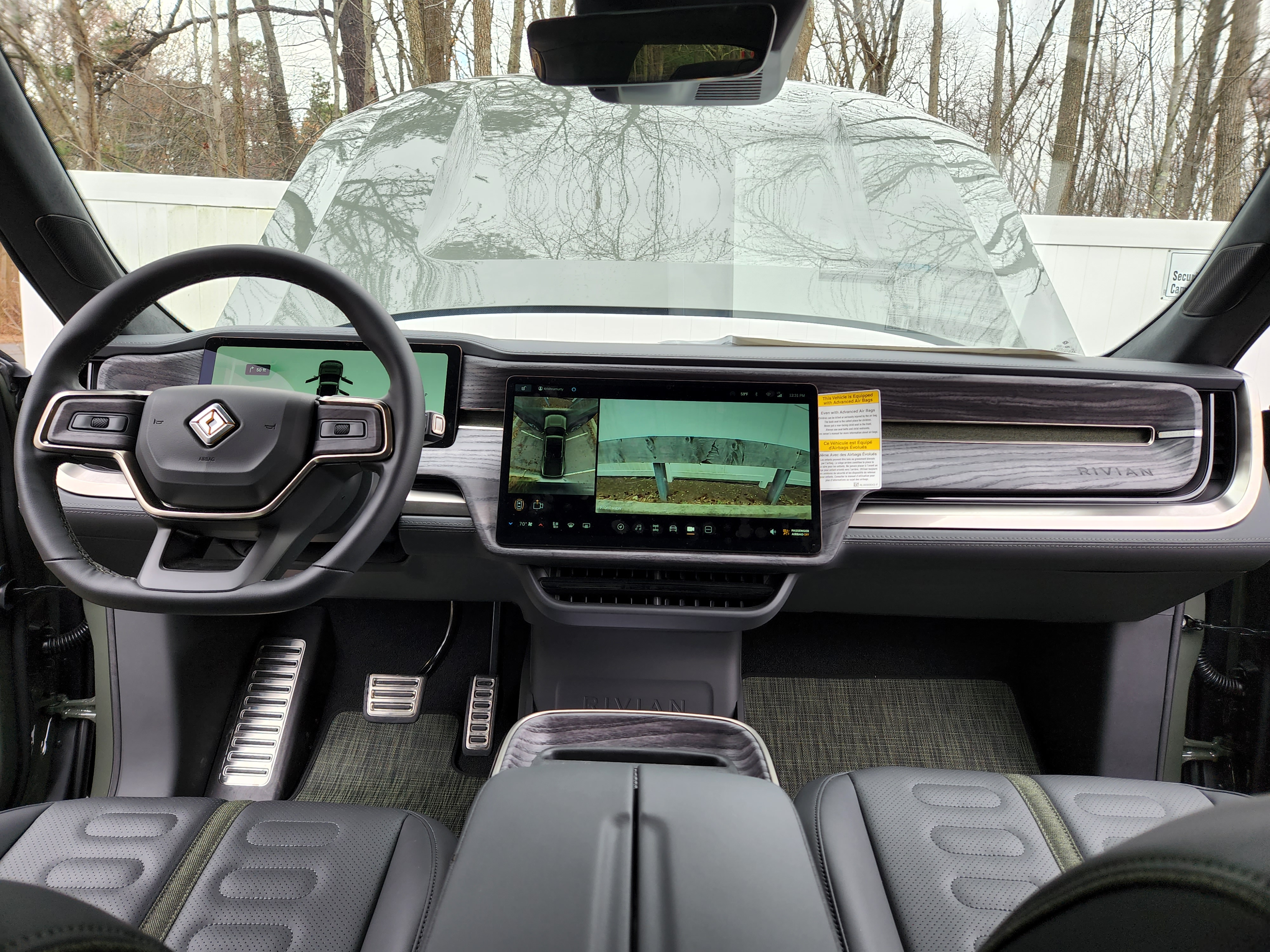
Интерьер
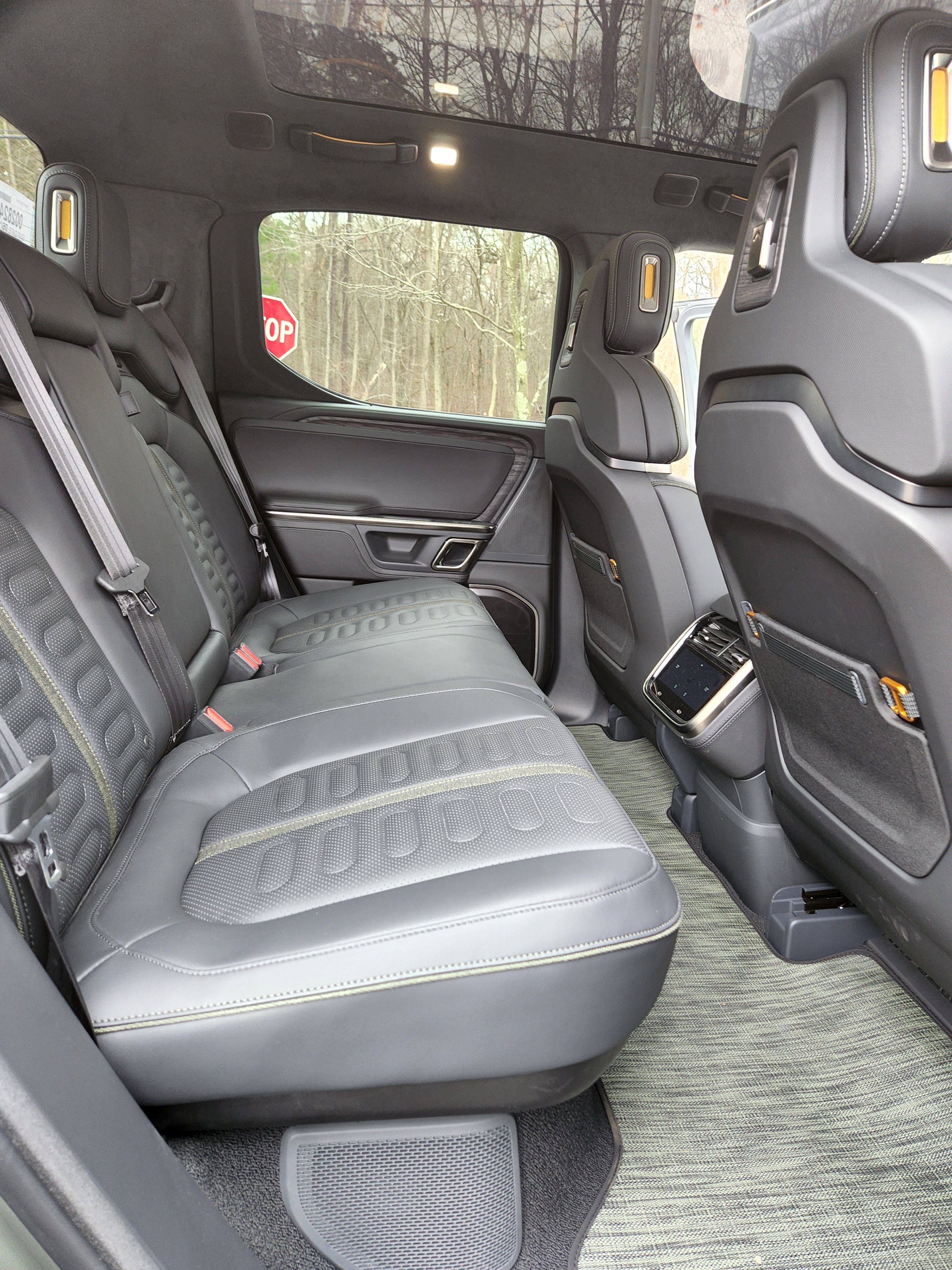
Сиденья во втором ряду
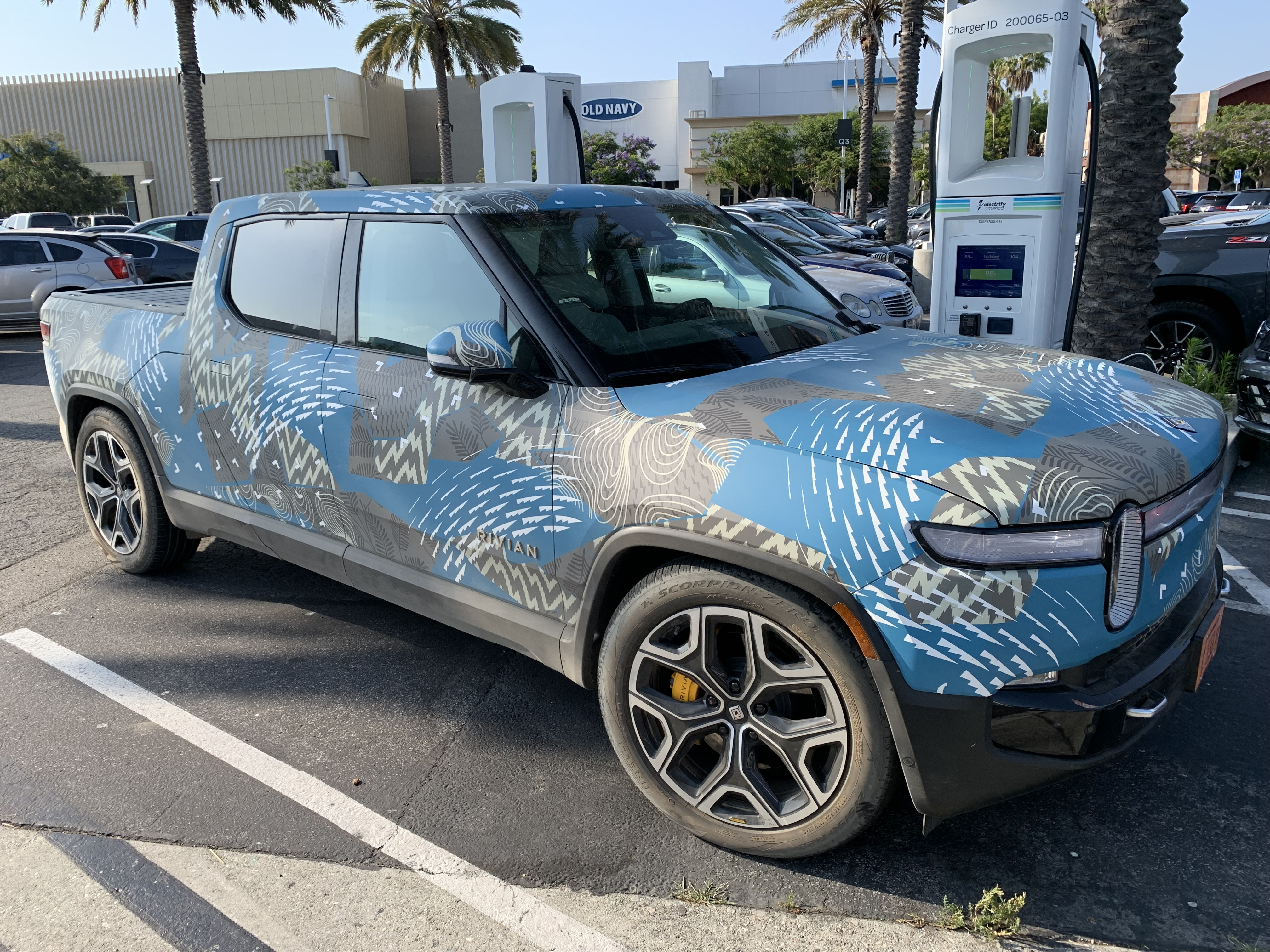